# Polynema signum
Polynema signum är en stekelart som beskrevs av Girault 1920. Polynema signum ingår i släktet Polynema och familjen dvärgsteklar. Inga underarter finns listade i Catalogue of Life.